# The Bridge (album Sonny’ego Rollinsa)
The Bridge – album studyjny amerykańskiego saksofonisty jazzowego Sonny’ego Rollinsa, wydany z numerem katalogowym LSP-2527 w 1962 roku przez wytwórnię RCA Victor.

## Powstanie
W 1959 Sonny Rollins zdecydował się na przerwę w swej karierze muzycznej, by skoncentrować się na doskonaleniu swej gry na saksofonie. Mieszkał wówczas na Lower East Side na Manhattanie, a ćwiczył grę na moście Williamsburg Bridge. Z tego powodu pierwszą płytę, którą nagrał po trzyletniej przerwie, zatytułował The Bridge.
Materiał na płytę został zarejestrowany podczas trzech sesji: 30 stycznia 1962 (utwór B–2) 13 lutego 1998 (utwory A–2, A–3 i B–) oraz 14 lutego 1962 (utwory A–1 i B–1) w RCA Victor’s Studio B w Nowym Jorku. Producentem muzycznym był Bob Prince.

## Lista utworów
Opracowano na podstawie materiału źródłowego:
Wydanie LP
Strona A
| Nr | Tytuł utworu     | Muzyka                                     | Długość |
| -- | ---------------- | ------------------------------------------ | ------- |
| 1. | „Without a Song” | Vincent Youmans, Edward Eliscu, Billy Rose | 7:29    |
| 2. | „Where Are You?” | Jimmy McHugh, Harold Adamson               | 5:11    |
| 3. | „John S.”        | Sonny Rollins                              | 7:46    |
|    |                  |                                            | 20:26   |

Strona B
| Nr | Tytuł utworu             | Muzyka                        | Długość |
| -- | ------------------------ | ----------------------------- | ------- |
| 1. | „The Bridge”             | Sonny Rollins                 | 6:00    |
| 2. | „God Bless the Child”    | Arthur Herzog, Billie Holiday | 7:28    |
| 3. | „You Do Something to Me” | Cole Porter                   | 6:52    |
|    |                          |                               | 20:20   |

## Twórcy
Opracowano na podstawie materiału źródłowego.
Muzycy:
- Sonny Rollins – saksofon tenorowy
- Jim Hall – gitara
- Bob Cranshaw – kontrabas
- Ben Riley – perkusja (utw. A–1, A–2, A–3, B–2, B–3)
- Harry „H.T.” Saunders – perkusja (utw. B–1)

Produkcja:
- Bob Prince – produkcja muzyczna
- Ray Hall – inżynieria dźwięku
- Chuck Stewart – fotografia na okładce
- George Avakian – liner notes
- Barry Feldman – produkcja muzyczna (reedycja z 2003)
- Francis Davis – liner notes (reedycja z 2003)